# A-6 (航空機)
A2F / A-6 イントルーダー
A-6E
- 用途：攻撃機
- 分類：艦上攻撃機
- 製造者：グラマン社
- 運用者： アメリカ合衆国（海軍、海兵隊）
- 初飛行：1960年4月19日
- 生産数：693機
- 生産開始：1963年
- 退役：1997年
- ユニットコスト：4,300万USドル（1998年時）
- 派生型：EA-6B プラウラー（電子戦機）

A-6は、アメリカ海軍と海兵隊で1963年-1997年まで運用された艦上攻撃機である。ベトナム戦争や湾岸戦争をはじめとする、就役期間中に発生したアメリカ海軍の艦上機が何らかの形で関わったほとんどの戦争や紛争に参加した。愛称はイントルーダー（Intruder：「侵入者」の意）。
派生型にEA-6 プラウラー電子戦機が存在し、EA-6Bはアメリカ海軍で2015年まで、海兵隊では2019年まで運用された。

## 概要
爆弾などの対地攻撃兵器を大量に搭載し、全天候下で精密攻撃を行う攻撃機として開発された。大型のレドームに合わせ並列複座としたために機体前部が丸く大きくなっている。
主翼は中翼配置で折り畳み機構を備える。E型はP&W J52-P8B ターボジェットエンジン2基を胴体下部に配置されている。機首には引き込み可能なステップが内蔵されており、脚立を使わなくても乗り降りが可能。

## 開発経緯
アメリカ海軍は1957年3月にアメリカ国内の航空機メーカーに対して、朝鮮戦争における艦上機の運用実績評価から構想した、全天候下での低空侵攻能力と精密攻撃能力を持つ機体の開発提案依頼を行った。
1958年5月に提案の中からグラマン社（現：ノースロップ・グラマン社）が提案したG-128案を採用し、「A2F-1」の名称で開発契約を締結した。その後1959年3月に8機の試作機製造契約を結び、1960年4月19日に試作初号機が初飛行している。
なお、開発段階においては優れたSTOL性能を求めて排気ノズルを23度下向きにできる機構の搭載も予定されていたが、運用試験において廃止され、量産型はノズル偏向はできない。

## 運用
1963年2月より初期型のA-6Aを実戦部隊に配備した。1965年3月よりベトナム戦争に参加している。本機は全天候運用・精密攻撃のために複雑な電子機器を搭載していたが、実戦環境での搭載機器の稼働率が低く、また、夜間に移動する車両を捕捉する程の索敵能力は持っていなかった。
しかし、1966年の年末の気象条件の問題の中、唯一作戦行動可能な艦上機であったことを海軍は評価して、A-6Eまで改良が進められた。
1996年に行われた環太平洋合同演習に参加していた厚木基地に展開中の第115攻撃飛行隊（VA-115）所属のA-6E（機体番号NF500（CAG））が標的曳航中に海上自衛隊のあさぎり型護衛艦「ゆうぎり」の高性能20mm機関砲によって撃墜される事故が起こった。
1997年に退役。

## バリエーション

### 量産機

#### 攻撃機型
A-6A（A2F）
初期生産型で391機が配備されたが全機E型に改修。
A-6B
19機配備。A-6Aを改修した防空制圧（Iron Hand）型。対レーダーミサイルを搭載可能。1967年より部隊配備。A-6Aより改造された。
A-6C
12機配備。A-6Aを改修し、赤外線センサーと光学式カメラを搭載した型。1970年より部隊配備。ホーチミン・ルートへの攻撃に投入されたが、大きな戦果を挙げることはなかった。1972年に一部の機体が誘導爆弾用のレーザー照射機に改修された。A-6Aより改造。
A-6E
300機配備。A-6Aの改良型。電子機器を更新している。新造機と在来型の改修機が存在する。新造機生産途中から機首下部にTRAMと呼ばれる目標探知攻撃複合センサーが装備された。
A-6E SWIP
80機製造されたA-6Eの近代化改修型。AGM-65 マーベリックおよびAGM-84 ハープーン、AGM-88 HARMの運用能力を追加した。
A-6E SWIP/コンポジット
6機製造された上記改修と平行してボーイング社で製造した複合材料製の主翼に交換した機体。
A-6E SWIP ブロック1A
20機製造された上記改修に加え、航法機器を新型に換装した機体。
給油機型
KA-6D
58機配備。A-6Aを改修した空中給油機。電子機器を降ろしてタンク容量を拡大しており、攻撃能力はない。1968年開発開始、1970年初飛行。
電子戦機型
EA-6A（A2F-1Q）
28機配備された電子戦機型(内3機がYA-6Aから、4機がA-6Aから改修)。
EA-6B プラウラー
170機製造。EA-6Aのコックピットを大型化して乗員数を増やした電子戦機。
EA-18G グラウラー（複座のF/A-18F スーパーホーネットベースの電子戦機）によって更新された。

### 計画機
TA-6A
3人乗りの艦上練習機型だが製造されず。
A-6F
5機改修されたA-6Eの改良型。電子機器の更新とF404-GE-400D エンジンへの換装を行い、1987年8月26日に初号機が初飛行。A-6の更新用に開発されていたA-12 アベンジャーIIと同様に調達予算を組めずに開発を中止された。
A-6G
A-6Eの改良型。電子機器のみの更新だが計画のみで終わった。

## 仕様 (A-6E)

### 機体
- 乗員：2名（パイロット、爆撃手兼ナビゲーター）
- 全長：16.64 m
- 翼幅：16.15 m
- 全高：4.75 m
- 翼面積：49.15 m2
- エアフォイル：NACA 64A009 モッズルート、NACA 64A005.9
- アスペクト比：5.31
- 空虚重量：11,630 kg
- 標準搭載量：15,870 kg
- 最大離陸重量：27,400 kg
- エンジン：P&W J52-P8B ターボジェットエンジン, 9,300 lbf (41.4 kN) × 2基
- ゼロ揚力抗力係数：0.0144
- 性能
  - 最高速度：1,040 km
  - 航続距離：5,222 km
  - 実用上昇限度：12,400 m
  - 上昇率：毎分38.7 m
  - 翼面荷重：114.20ポンド/平方フィート （557.57 kg/m2） ※ 最大離陸重量において
  - 揚抗比：15.2

### 武装
- 武装：5箇所のハードポイントへ均一に18,000 lb (8,165 kg)

- ミサイル
  - 空対空ミサイル
    - AIM-9D/G/H/L サイドワインダー × 4発

  - 空対地ミサイル
    - AGM-12A/B/C/D/E ブルパップ × 4発
    - AGM-65F/G マーベリック × 6発
    - AGM-123A スキッパーII × 4発

  - 空対艦ミサイル
    - AGM-84D/E/J ハープーン × 4発

  - 対レーダーミサイル
    - AGM-45A/B シュライク × 4発
    - AGM-78A-1/A-2/A-4/B/C/D-1/D-2 スタンダードARM × 2発
    - AGM-88A/B/C-1/C-2/D HARM × 2発
- ロケット弾ポッド
  - LAU-10 127 mm ズーニー4連装ロケット弾ポッド × 12基
  - LAU-61C/A 19連装FFARロケット弾ポッド × 12基
  - LAU-68D/A 7連装ロケット弾ポッド × 12基
  - LAU-68E 7連装ロケット弾ポッド × 12基

- 爆弾
  - Mk.20 ロックアイIIクラスター爆弾 × 28発
  - Mk.82無誘導爆弾 × 28発
  - Mk.83無誘導爆弾 × 13発
  - Mk.84無誘導爆弾 × 5発
  - CBU-78ゲーター誘導爆弾 × 28発
  - CBU-78Bゲーター誘導爆弾 × 28発
  - GBU-10E, GBU-16B ペイブウェイII レーザー誘導爆弾 × 5発
  - GBU-12B/DペイブウェイIIレーザー誘導爆弾 × 5発
  - GBU-72燃料気化爆弾 × 5発
  - AGM-62 ウォールアイI/I ER/I ERDL/I DPSK誘導爆弾 × 4発
  - AGM-62 ウォールアイII ERDL/II DPSK誘導爆弾 × 2発
  - B43核爆弾 × 1発
  - B57核爆弾 × 3発
  - B61核爆弾 × 3発

## 登場作品

### 映画
『イントルーダー 怒りの翼』
下記『デビル500応答せず』の映画化作品。主役機としてA-6が登場する。
『トップガン』
映画内での判別はやや難しいが、給油用のノズルによってその判別ができる。
『ファイナル・カウントダウン』
原子力空母「ニミッツ」が1941年にタイムスリップするという設定の映画。当時現役で使用されていた攻撃機として登場。空中給油機KA-6Dの発艦、F-14 トムキャットへの空中給油など、貴重なシーンがある。
『ホット・ショット』
作中に上記『イントルーダー 怒りの翼』で使用されたと思われるA-6の編隊飛行の場面がある。

### 漫画
『エリア88』
後半に登場。

### 小説
『デビル500応答せず』
ベトナム戦争を舞台とした、A-6のパイロットたちの戦闘と友情を描いた小説。著者は、ベトナム戦争時に実際にA-6の搭乗員であったスティーブン・クーンツ。この作品の主人公は後にA-6とは関係無しに続編で数多の陰謀・騒動に巻き込まれてしまう。

### ゲーム
『Wargame Red Dragon』
NATO陣営のNATOデッキ、アメリカ軍デッキで使用可能な航空機として登場する。NATOデッキにはA-6Eが「A-6E TRAM INTRUDER」の名称で、アメリカ軍デッキにはA-6Aが登場する。
『エースコンバットシリーズ』
シリーズ内作品の「2」「5｣「X」「X2」「INF」でプレイヤーの搭乗機として使用することができるほか、「5」「ZERO」などの作品ではEA-6Bも使用可能。｢7｣では劇中のムービーで用途廃止となった機体が登場している。
『凱歌の号砲 エアランドフォース』
日本を占拠したアメリカ海軍の機体として登場。プレイヤーも購入して使用できる。